# Чурилова Гора
Чурилова Гора — деревня в Самойловском сельском поселении Бокситогорского района Ленинградской области.

## Название
Происходит от старинного прозвища «Чурило».

## История
Деревня Чюрилова Гора упоминается в переписи 1710 года в Никольском «на Волоку Кославле погосте» Заонежской половины Обонежской пятины. 

ЧУРИЛОВА-ГОРА — деревня Чуриловского общества, прихода Волокославского погоста. 

Крестьянских дворов — 21. Строений — 45, в том числе жилых — 25. Молочная лавка. Жители занимаются рубкой, возкой и сплавом дров.

Число жителей по семейным спискам 1879 г.: 47 м. п., 73 ж. п.; по приходским сведениям 1879 г.: 39 м. п., 59 ж. п.

В конце XIX — начале XX века деревня административно относилась к Анисимовской волости 5-го земского участка 3-го стана Тихвинского уезда Новгородской губернии.

ЧУРИЛОВА ГОРА — деревня Чуриловского общества, число дворов — 24, число домов — 31, число жителей: 56 м. п., 68 ж. п.; Занятия жителей: земледелие, лесные заработки. (1910 год)

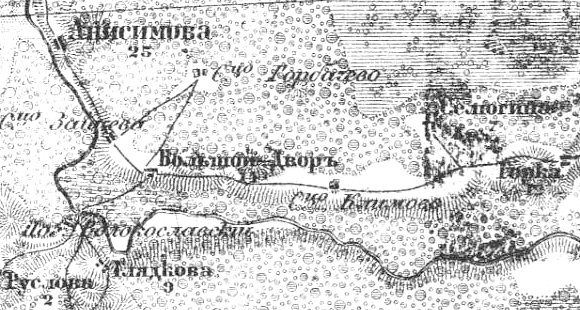
Земли деревни Чурилова Гора на карте 1917 года

С 1917 по 1918 год деревня входила в состав Анисимовской волости Тихвинского уезда Новгородской губернии.
С 1918 года, в составе Череповецкой губернии.
С 1927 года, в составе Климовского сельсовета Пикалёвского района.
С 1928 года, в составе Анисимовского сельсовета. В 1928 году население деревни составляло 116 человек.
С 1932 года, в составе Ефимовского района.
По данным 1933 года деревня Чурилова Гора входила в состав Анисимовского сельсовета Ефимовского района Ленинградской области.
С 1952 года, в составе Бокситогорского района.
С 1963 года, вновь в составе Ефимовского района.
С 1965 года вновь в составе Бокситогорского района. В 1965 году население деревни составляло 25 человек.
По данным 1966, 1973 и 1990 годов деревня Чурилова Гора также входила в состав Анисимовского сельсовета Бокситогорского района.
В 1997 году в деревне Чурилова Гора Анисимовской волости проживали 3 человека, в 2002 году — также 3 человека (все русские).
В 2007 году в деревне Чурилова Гора Анисимовского СП проживали 2 человека, в 2010 году — 1.
В 2014 году Анисимовское сельское поселение вошло в состав Самойловского сельского поселения Бокситогорского района.

## География
Деревня расположена в юго-западной части района на автодороге Большой Двор — Чурилова Гора.
Расстояние до деревни Анисимово — 5 км.
Расстояние до ближайшей железнодорожной станции Пикалёво — 27 км. 
Деревня находится на левом берегу реки Чагода.

## Демография
| 1997 | 2002 | 2007 | 2010 | 2017 |
| ---- | ---- | ---- | ---- | ---- |
| 3    | →3   | ↘2   | ↘1   | ↗9   |